# 宾州 (辽朝)
宾州，辽朝时设置州。
辽国统和十七年（999年）迁乌舍户，设立宾州刺史，《辽史·耶律和尚传》重熙十六年（1047年）耶律和尚担任怀化军节度使，可知在此之前，宾州设立怀化军节度使。宾州不辖县，治所在今吉林省农安县东北110里靠山镇广元店古城。辽国末年依然存在宾州。政和五年（1115年），金太祖攻辽，破宾州。